# Robert Gibson (Ruderer)
Robert „Rob“ Michael Gibson (* 2. Februar 1986 in Kingston, Ontario) ist ein ehemaliger kanadischer Ruderer, der 2012 olympisches Silber im Achter gewann.

## Sportliche Karriere
Gibson begann 2002 mit dem Rudersport. Er gewann 2004 bei den Junioren-Weltmeisterschaften die Bronzemedaille im Vierer mit Steuermann. 2006 siegte Gibson mit dem kanadischen Achter bei den U23-Weltmeisterschaften. Im gleichen Jahr trat Gibson auch bei den Weltmeisterschaften in der Erwachsenenklasse an und gewann zusammen mit Max Lang, Chris Aylard, Will Crothers und Steuermann Stephen Cheng die Silbermedaille im Vierer mit Steuermann. 2007 startete Gibson bei den Weltmeisterschaften in München mit dem Vierer ohne Steuermann, der letztlich den 14. Platz belegte. 2008 ruderte Gibson im Ruder-Weltcup im Vierer ohne Steuermann, bei den U23-Weltmeisterschaften erhielt der kanadische Achter die Silbermedaille hinter dem US-Achter. 2009 ruderte Gibson im kanadischen Achter der Erwachsenenklasse und gewann die Silbermedaille bei den Weltmeisterschaften hinter dem Deutschland-Achter. Bei den Weltmeisterschaften 2010 belegte der Achter als Sieger des B-Finales den siebten Platz, im Jahr darauf erhielt die Crew bei den Weltmeisterschaften 2011 die Bronzemedaille hinter den Deutschen und den Briten. 2012 stellte der kanadische Achter im Vorlauf des Ruder-Weltcups in Luzern mit 5:19,35 min eine Weltbestzeit auf, belegte im Finale aber trotzdem nur den dritten Rang. Bei den Olympischen Spielen in London siegte der deutsche Achter vor den Kanadiern. 
2013 wechselten mit Conlin McCabe, Robert Gibson, Will Crothers drei Ruderer aus dem Silber-Achter von 2012 in den Vierer ohne Steuermann, zusammen mit Will Dean belegte die Crew den 14. Platz bei den Weltmeisterschaften. 2014 ruderte im kanadischen Vierer Kai Langerfeld für Will Dean, bei den Weltmeisterschaften belegte der Vierer den fünften Rang. 2015 wechselte Gibson in den Doppelvierer, bei den Weltmeisterschaften 2015 verpasste das Boot mit dem elften Platz die direkte Olympiaqualifikation. Den Olympiastartplatz sicherte sich der Doppelvierer dann im Mai 2016 in Luzern. Bei der Olympischen Regatta 2016 belegte der kanadische Doppelvierer den achten Platz.